# Gotlândia (condado)
Nota linguística: Não confundir grevskap (território governado por um conde) com län (subdivisão administrativa da Suécia).
O Condado da Gotlândia ou Condado de Gotland (em sueco: Gotlands län;  ouça a pronúncia) é um dos 21 condados em que a Suécia está atualmente dividida.                                                             
Situado  no leste da  região histórica da Götaland, ocupa 0,8% da superfície total do país, e tem cerca de 61 023 habitantes (2024).                                                                                                               A sua sede administrativa (residensstad) está na cidade de Visby.

A ilha da Gotlândia (Gotland) constitui simultaneamente uma província histórica - a Gotlândia (Gotland), um condado - o Condado da Gotlândia (Gotlands län) e uma região – a Região Gotlândia (Region Gotland).

## História
O Condado da Gotlândia existe como condado sueco desde 1645, ano em que deixou de ser dinamarquês.

### O condado e a província histórica
O seu território abrange toda a ilha da Gotlândia e coincide inteiramente com a província histórica da Gotlândia.

A Götaland
Os condados da Suécia
O Condado da Gotland

### Brasão
O seu brasão é desdej 1936 o mesmo que o da província histórica com o mesmo nome.

## Geografia
O condado da Gotlândia abarca toda a ilha da Gotlândia, e ainda as ilhas menores adjacentes de Fårö, Gotska Sandön, Stora Karlsö e Lilla Karlsö. 

### Comunas
Até 2011, a ilha da Gotlândia foi simultaneamente um condado e uma comuna – os quais executavam paralelamente as respetivas funções políticas e administrativas atribuídas a estas duas entidades políticas.                                                                                           Em  2011, a comuna foi promovida a região.

### Cidades e localidades principais
Localidades com mais população da comuna (2020):

| # | Localidade  | População |
| - | ----------- | --------- |
| 1 | Visby       | 24 951    |
| 2 | Vibble      | 1 810     |
| 3 | Hemse       | 1 766     |
| 4 | Klintehamn  | 1 541     |
| 5 | Slite       | 1 481     |
| 6 | Romakloster | 1 374     |

### Comunicações
A Gotlândia não tem vias férreas nem estradas europeias. Os transportes internos são assegurados por uma rede de estradas regionais. Visby está ligada diariamente por barco a Nynäshamn e Oskarshamn. Por avião, tem ligação diária a Estocolmo e semanal a Gotemburgo e [Malmö]].

- 148 (Visby-Fårösund)
- 142 (Visby-Burgsvik)
- 147 (Visby-Slite)

### Economia
A economia do condado de Gotland difere marcadamente dos outros condados da Suécia devido ao elevado número de pessoas empregadas no sector agrícola.

Na pecuária, tem destaque especial a criação de bovinos, suínos e ovinos.            
Na agricultura, o cultivo de cereais, plantas forrageiras e gramíneas, beterraba sacarina, oleoginosas e produtos hortícolas.

A indústria local é constituída por um grande número de pequenas empresas, havendo todavia a destacar a presença de algumas grandes empresas, como p.ex. Cementa AB (fábrica de cimento em Slite), e a Nordkalk AB (fábrica de cal em Storugns), bem como a Protos AB (carnes e produtos vegetais ricos em proteínas em Visby).

No sector dos serviços, a comuna é o maior empregador da ilha, com destaque para o hospital de Visby e outras administrações locais e regionais.

O turismo é muito importante para a economia da ilha, atraindo anualmente uns 800 000 turistas.

### Património turístico
A Gotlândia é uma grande atração turística, especialmente no verão.

- Visby (A "cidade hanseática de Visby", Património Cultural da Humanidade) [18]
- Grutas de Lummelunda, com mais de 4 km de galerias [19]
- Póneis selvagens da raça Gotlandsruss em Lojsta [20]
- A pequena ilha de Stora Karlsö, onde numerosas aves fazem ninho. [21]
- As falésias (raukar) de Hoburgen [22]
- 13 500 vestígios arqueológicos [23]
- 92 igrejas medievais [24]
- 800 km de costa com praias e falésias (raukar) [25]

## Política e administração regional

### Órgão administrativo regional
Como subdivisão regional, o condado é chefiado por um governador (landshövding), nomeado pelo governo. Tem funções administrativas estatais, executadas localmente pelo Conselho Administrativo do Condado da Gotlândia (Länsstyrelsen i Gotlands Län).

### O condado e a região
No mesmo território do Condado da Gotlândia (län), opera a Região Gotlândia (region). Enquanto que o condado é um órgão administrativo – cujo governador é nomeado pelo estado, a região é um órgão político – eleito pelos cidadãos, e responsável pela gestão local da saúde, transportes, cultura, etc…

### O condado na União Europeia
No âmbito da União Europeia, o Condado da Gotlândia é uma unidade estatística do tipo (Nuts 3).